# Lindeman Lake (Chilkoot Trail)
Der Lindeman Lake ist ein See am Chilkoot Trail im äußersten Nordwesten der kanadischen Provinz British Columbia, in der Stikine Region. Er befindet sich südlich des Bennett Lake und nordöstlich des Gipfels des Chilkoot-Passes. Er wird vom Lindeman Creek (früher als One Mile River bekannt) gespeist, der gleichzeitig die beiden Seen miteinander verbindet. Der Lindeman Lake und der Bennett Lake waren während des Klondike-Goldrausches Ende des 19. Jahrhunderts wichtige Etappen des Chilkoot Trails, da an beiden Seen Hunderte von Schiffen gebaut wurden, um ihre Gewässer zu durchqueren, und an ihren Ufern Zeltstädte errichtet wurden. Die Ortschaft Lindeman befand sich am südlichen Ende des Lindeman Lake, während die heutige Wüstung Bennett sich am südlichen Ende des Lake Bennett befand.
Heute befinden sich im Bereich von Lindeman City am südlichen Ende des Lindeman Lakes zwei Campingplätze am Chlikoot Trail. Außerdem befindet sich dort die Station der Parks Canada Backcountry Warden.